# 法式凍派

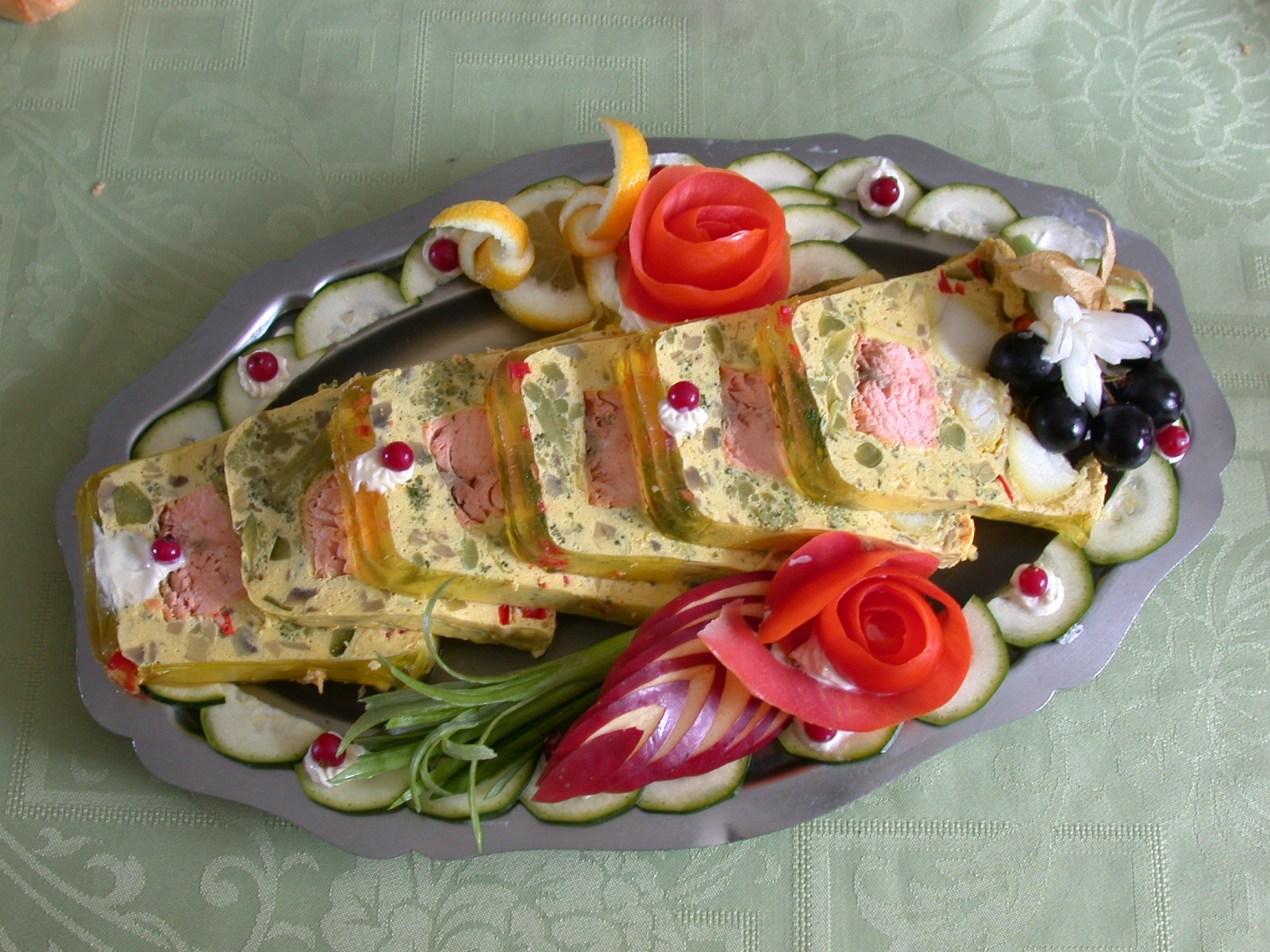
法式凍派

法式凍派（法語：terrine，法語發音：[tɛ.ʁin]）是对法菜中某类熟食制品的通称，包括肉酱、鱼酱和蔬菜泥等，用于冷食。肥肝酱是一种常见的法式酱糜。
通常使用有鍋蓋的陶器凍派沙鍋烹制而成（法式凍派與凍派沙鍋之英文皆為terrine）。   现代的法式凍派不一定含有肉或动物脂肪，也可以使用口感與肉類相似的蔬菜代替，例如蘑菇、水果或蔬菜泥。 也可以使用多种非陶器的鍋具来烹制，例如不锈钢鍋或是耐熱塑膠模具等。 
法式凍派通常以冷盤或室温下食用。大多数法式凍派都含有大量脂肪，例如使用豬肉作為主要食材，也可以使用野味製程，例如野鸡和野兔。 
過去法式凍派通常會在餐廳中出現，使用比较碎烂的食物原料（如碎肉等）烹调加工而成。現在也會在超市看到罐頭裝的法式凍派。